# Calacoto (gemeente)
Calacoto is een gemeente (municipio) in de Boliviaanse provincie Pacajes in het departement La Paz. De gemeente telt naar schatting 10.163 inwoners (2018). De hoofdplaats is Calacoto.